# Acziko Bolkwadze
Acziko Bolkwadze (gruz.  აჩიკო ბოლქვაძე; ur. 11 marca 2004) – gruziński zapaśnik startujący w stylu klasycznym. 
Zajął jedenaste miejsce na mistrzostwach Europy w 2025.
Trzeci na MŚ U-23 w 2024. Drugi na ME U-23 w 2024. Mistrz świata juniorów w 2023, drugi w 2022 i trzeci w 2024. Mistrz Europy juniorów w 2022, 2023 i 2024. Mistrz świata kadetów w 2021, a także Europy w 2019 i 2021 roku.